# Słabuszewice
Słabuszewice – wieś sołecka w Polsce położona w województwie świętokrzyskim, w powiecie opatowskim, w gminie Lipnik
| SIMC   | Nazwa     | Rodzaj  |
| ------ | --------- | ------- |
| 765895 | Wesołówka | kolonia |

W latach 1975–1998 miejscowość administracyjnie należała do województwa tarnobrzeskiego.
Przez wieś przechodzi  zielony szlak rowerowy do Opatowa.